# Saut en longueur féminin aux championnats du monde d'athlétisme 2022
Pour des articles plus généraux, voir Championnats du monde d'athlétisme 2022 et Saut en longueur aux championnats du monde d'athlétisme.
Navigation
Doha 2019 Budapest 2023
L'épreuve du saut en longueur féminin des championnats du monde de 2022 se déroule les 23 et 24 juillet 2022 au sein du stade Hayward Field à Eugene, aux États-Unis.

## Mimimas de qualification
Le minima de qualification est fixé à 6,82 m, la période de qualification est comprise entre le 27 juin 2021 et le 26 juin 2022.

## Résultats

### Finale
| Rang               | Athlète               | Pays        | Essais | Essais | Essais | Essais | Essais | Essais | Marque | Notes |
| Rang               | Athlète               | Pays        | 1      | 2      | 3      | 4      | 5      | 6      | Marque | Notes |
| ------------------ | --------------------- | ----------- | ------ | ------ | ------ | ------ | ------ | ------ | ------ | ----- |
| Médaille d'or      | Malaika Mihambo       | Allemagne   | x      | x      | 6.98   | 7.09   | x      | 7.12   | 7.12   | SB    |
| Médaille d'argent  | Ese Brume             | Nigeria     | 6.61   | 6.88   | 7.02   | 6.86   | x      | 6.91   | 7.02   | SB    |
| Médaille de bronze | Leticia Oro Melo      | Brésil      | 6.89   | x      | x      | x      | x      | x      | 6.89   | PB    |
| 4                  | Quanesha Burks        | États-Unis  | 6.46   | 6.88   | 6.50   | 6.46   | 6.48   | 6.45   | 6.88   | SB    |
| 5                  | Brooke Buschkuehl     | Australie   | 6.57   | 6.87   | x      | x      | 6.77   | x      | 6.87   |       |
| 6                  | Khaddi Sagnia         | Suède       | x      | 6.69   | 4.56   | 6.66   | 6.87   | x      | 6.87   |       |
| 7                  | Ivana Vuleta          | Serbie      | x      | 6.67   | x      | 6.84   | 6.84   | 6.75   | 6.84   |       |
| 8                  | Maryna Bekh-Romanchuk | Ukraine     | 6.79   | x      | x      | x      | x      | 6.82   | 6.82   |       |
| 9                  | Jazmin Sawyers        | Royaume-Uni | 6.62   | 6.50   | 6.56   |        |        |        | 6.62   |       |
| 10                 | Lorraine Ugen         | Royaume-Uni | x      | 6.53   | x      |        |        |        | 6.53   |       |
| 11                 | Ruth Usoro            | Nigeria     | 6.50   | 6.52   | 6.31   |        |        |        | 6.52   |       |
| 12                 | Tiffany Flynn         | États-Unis  | 6.48   | x      | x      |        |        |        | 6.48   |       |

### Qualifications
Qualification : 6,75 m (Q) ou les 12 meilleures performances (q) se qualifient pour la finale.
| Rang | Groupe | Athlète               | Pays              | Essais | Essais | Essais | Marque | Notes |
| Rang | Groupe | Athlète               | Pays              | 1      | 2      | 3      | Marque | Notes |
| ---- | ------ | --------------------- | ----------------- | ------ | ------ | ------ | ------ | ----- |
| 1    | A      | Quanesha Burks        | États-Unis        | 6.57   | 6.66   | 6.86   | 6.86   | Q, SB |
| 2    | B      | Malaika Mihambo       | Allemagne         | 6.84   |        |        | 6.84   | Q     |
| 3    | A      | Ese Brume             | Nigeria           | 6.49   | x      | 6.82   | 6.82   | Q     |
| 4    | B      | Maryna Bekh-Romanchuk | Ukraine           | 6.81   |        |        | 6.81   | Q     |
| 5    | A      | Khaddi Sagnia         | Suède             | 6.78   |        |        | 6.78   | Q     |
| 6    | A      | Brooke Buschkuehl     | Australie         | 6.76   |        |        | 6.76   | Q     |
| 7    | B      | Tiffany Flynn         | États-Unis        | 6.73   | 6.47   | x      | 6.73   | q     |
| 8    | B      | Ruth Usoro            | Nigeria           | x      | 6.25   | 6.69   | 6.69   | q     |
| 9    | B      | Jazmin Sawyers        | Royaume-Uni       | x      | 6.48   | 6.68   | 6.68   | q, SB |
| 10   | A      | Lorraine Ugen         | Royaume-Uni       | 6.32   | 6.68   | -      | 6.68   | q     |
| 11   | B      | Ivana Vuleta          | Serbie            | x      | x      | 6.65   | 6.65   | q     |
| 12   | B      | Leticia Oro Melo      | Brésil            | x      | x      | 6.64   | 6.64   | q, SB |
| 13   | A      | Jasmine Moore         | États-Unis        | 6.60   | 6.44   | 6.36   | 6.60   |       |
| 14   | A      | Larissa Iapichino     | Italie            | x      | x      | 6.60   | 6.60   |       |
| 15   | A      | Evelise Veiga         | Portugal          | 6.54   | 6.41   | x      | 6.54   |       |
| 16   | A      | Fátima Diame          | Espagne           | 6.54   | x      | x      | 6.54   |       |
| 17   | B      | Christabel Nettey     | Canada            | 6.47   | 6.45   | 6.50   | 6.50   |       |
| 18   | B      | Deborah Acquah        | Ghana             | x      | x      | 6.46   | 6.46   |       |
| 19   | B      | Tyra Gittens          | Trinité-et-Tobago | 6.22   | 6.44   | x      | 6.44   |       |
| 20   | B      | Sumire Hata           | Japon             | x      | 6.39   | 6.38   | 6.39   |       |
| 21   | A      | Eliane Martins        | Brésil            | 6.06   | x      | 6.33   | 6.33   |       |
| 22   | A      | Chanice Porter        | Jamaïque          | x      | 6.29   | x      | 6.29   |       |
| 23   | A      | Merle Homeier         | Allemagne         | 6.09   | x      | x      | 6.09   |       |
| 25   | A      | Claire Azzopardi      | Malte             | 5.74   | 5.79   | 5.68   | 5.79   |       |
| 24   | B      | Samantha Dale         | Australie         | x      | 6.04   | x      | 6.04   |       |
|      | B      | Filippa Fotopoulou    | Chypre            | x      | x      | x      | NM     |       |
|      | A      | Milica Gardašević     | Serbie            | x      | x      | x      | NM     |       |
|      | B      | Marthe Koala          | Burkina Faso      |        |        |        |        | DNS}  |

## Légende
Records et Performances
- AR : Record continental (area record)
- CR : Record des championnats (championship record)
- MR : Record du meeting (meet record)
- NR : Record national (national record)
- OR : Record olympique (olympic record)
- PR : Record paralympique (paralympic record)
- PB : Record personnel (personal best)
- SB : Meilleure performance personnelle de la saison (season's best)
- WL : Meilleure performance mondiale de l'année (world leader)
- WJR : Record du monde junior (world junior record)
- WR : Record du monde (world record)

Circonstances et Conditions
- DNF : N'a pas terminé (did not finish)
- DNS : N'a pas pris le départ (did not start)
- DQ : Disqualification (disqualification)
- NM : Aucun essai valable enregistré (No Mark)
- Q : Qualifié « directement » au prochain tour (ou à la prochaine compétition), lors d'une compétition majeure, grâce au classement ou à la réalisation des minima (automatic qualifier)
- q : Qualifié au prochain tour (ou à la prochaine compétition), lors d'une compétition majeure, grâce au repêchage ou à la réalisation de l'une des meilleures performances parmi celles des « non qualifiés directement » (grâce au meilleur temps ou à la meilleure distance par exemple) (secondary qualifier)